# Unterseeboot 607
L'Unterseeboot 607 ou U-607 est un sous-marin allemand (U-Boot) de type VIIC utilisé par la Kriegsmarine pendant la Seconde Guerre mondiale.
Le sous-marin fut commandé le 22 mai 1940 à Hambourg (Blohm & Voss), sa quille fut posée le 27 mars 1941, il fut lancé le 11 décembre 1941 et mis en service le 29 janvier 1942, sous le commandement du Kapitänleutnant Ernst Mengersen (en).
Il fut coulé dans le Golfe de Gascogne par l'aviation britannique, en juillet 1943.

## Conception
Unterseeboot type VII, l'U-607 avait un déplacement de 769 tonnes en surface et 871 tonnes en plongée. Il avait une longueur totale de 67,10 m, un maître-bau de 6,20 m, une hauteur de 9,60 m et un tirant d'eau de 4,74 m. Le sous-marin était propulsé par deux hélices de 1,23 m, deux moteurs Diesel Germaniawerft M6V 40/46 de 6 cylindres en ligne de 1 400 cv à 470 tr/min, produisant un total de 2 060 à 2 350 kW en surface et de deux moteurs électriques BBC GG UB 720/8 de 375 cv à 295 tr/min, produisant un total 550 kW, en plongée. Le sous-marin avait une vitesse en surface de 17,7 nœuds (32,8 km/h) et une vitesse de 7,6 nœuds (14,1 km/h) en plongée. Immergé, il avait un rayon d'action de 80 milles marins (150 km) à 4 nœuds (7,4 km/h) et pouvait atteindre une profondeur de 230 m. En surface son rayon d'action était de 8 500 milles nautiques (soit 15 700 km) à 10 nœuds (19 km/h).
L'U-607 était équipé de cinq tubes lance-torpilles de 53,3 cm (quatre montés à l'avant et un à l'arrière) qui contenait quatorze torpilles. Il était équipé d'un canon de 8,8 cm SK C/35 (220 coups) et d'un canon antiaérien de 20 mm Flak. Il pouvait transporter 26 mines TMA ou 39 mines TMB. Son équipage comprenait 4 officiers et 40 à 56 sous-mariniers.

## Historique
Il reçut sa formation de base au sein de la 5. Unterseebootsflottille jusqu'au 31 juillet 1942, il intégra sa formation de combat dans la 7. Unterseebootsflottille.
Le 13 juillet 1942, l'U-607 quitta Kristiansand pour l'Atlantique Nord. Il rejoignit le groupe Wolf pendant son attaque contre le convoi ON 113 parti le 17 juillet de Liverpool pour Halifax. Le 26 juillet 1942 au matin, l'U-607 torpilla et coula un cargo à moteur britannique du convoi, à l'est de St John.
Le 2 août, l'U-552 signala le convoi ON 115 dans l'est du Cap Race, parti le 24 juillet de Liverpool pour Boston. Le 4 août 1942, l'U-607 envoya par le fond un cargo à vapeur belge du convoi.
Le 5 août, l'U-593 signala le convoi SC 94 et appela d'autres U-Boote qui se trouvaient à 200 et 300 nautiques dans l'est ainsi que d'autres plus loin dans le nord. L'U-607 et d'autres U-boote du groupe Steinbrinck se joignirent également à la poursuite du convoi. L'U-607 attaqua sans succès quelques traînards du convoi et son escorte durant la nuit du 8 au 9 août 1942. L'opération se termina le 11 août dans le sud de l'Islande.
Le 8 septembre, l'U-607 quitta Saint-Nazaire pour opérer dans l'Atlantique Nord. Le 23 septembre, le sous-marin fut percuté par un destroyer et fut très légèrement endommagé.
Dans les premières heures du 12 octobre 1942, l'U-607 reçut l'ordre de se diriger vers le groupe Wotan, vers le nord-est à grande vitesse pour intercepter le convoi SC 104. Le convoi fut aperçu durant la nuit du 12 au 13 octobre et les attaques commencèrent dans les premières heures du 13 octobre pour finir le lendemain. Huit bâtiments furent envoyés par le fond. Le 14 octobre, l'U-607 torpilla et coula un cargo à vapeur grec dans le sud du Cap Farewell. Durant la nuit du 14 au 15 octobre, il fut attaqué par la corvette norvégienne Acanthus qui l'endommagea quelque peu.
Il fut de nouveau attaqué par l'HMS Viscount (D92) (en), qui lui lança au total 14 charges de profondeur qui endommagèrent ses systèmes de communication, sa jauge de profondeur, son gouvernail de direction et de profondeur ainsi que son moteur. Il aurait fallu un délai pour effectuer des réparations temporaires. Russ, lieutenant à bord du sous-marin, eut une grave altercation avec le commandant Mengersen à propos de cette attaque.
De retour à Saint-Nazaire, Russ fut jugé par une cour martiale et déclaré coupable d'insubordination. Il fut revoqué de la Kriegsmarine, condamné à huit mois de confinement dans une bâtisse surveillée et à quatre mois d'emprisonnement. Six semaines de réparations furent nécessaires pour que le sous-marin puisse repartir en mer.
Le 26 janvier 1943, en transit, l'U-607 lança deux torpilles sur la partie avant d'un bâtiment norvégien. Le Kollbjörg faisait partie du convoi HX 223 quand il se brisa en deux lors d'une tempête. La section arrière coula. L'U-607 tira deux torpilles (coup de grâce) sur la section avant, mais cette dernière fut coulée par une torpille de l'U-594.
Le 15 février 1943, le sous-marin torpilla et coula un pétrolier américain de la Sun Oil Company (Sunoco), du convoi ON-165.
Sa dernière victime fut un cargo à vapeur irlandais, torpillé deux fois en début d'après-midi du 15 mai 1943, au nord-nord-est des Açores.
Le 13 juillet 1943, l'U-445, l'U-607 et l'U-613 naviguaient ensemble dans le Golfe de Gascogne lorsqu'ils furent repérés par un Halifax du Sqn 58 qui donna l'alarme. Un Sunderland JM708 du Sqn 228 le rejoignit. Confiant dans ses nouveaux canons de 20 mm et ses double-canons de 20 mm, Jeschonnek dirigea ses artilleurs pour repousser le Sunderland. L'U-445 et l'U-613 arrivèrent à plonger, mais l'U-607, dont l'un des canons était enrayé, fut coulé à la position 45° 02′ N, 9° 14′ O, par le Sunderland qui lui lança sept charges de profondeur après avoir tué les servants du canon. L'avion lança un dinghy et sept survivants, y compris le commandant, furent sauvés le lendemain par le sloop HMS Wren.
45 des 52 membres d'équipage furent tués dans cette attaque.

## Affectations
- 5. Unterseebootsflottille du 29 janvier 1942 au 31 juillet 1942 (Période de formation).
- 7. Unterseebootsflottille du 1er août 1942 au 13 juillet 1943 (Unité combattante).

## Commandement
- Kapitänleutnant Ernst Mengersen (en) du 29 janvier 1942 au 31 juillet 1942 (Croix de chevalier).
- Oberleutnant zur See Wolf Jeschonnek du 18 avril 1942 au 13 juillet 1943.

## Patrouilles
|       | Commandant             | Départ           | Départ       | Arrivée         | Arrivée      | Jours     | Succès   |
| ----- | ---------------------- | ---------------- | ------------ | --------------- | ------------ | --------- | -------- |
|       | Kptlt. Ernst Mengersen | 9 juillet 1942   | Kiel         | 10 juillet 1942 | Kristiansand | 2 jours   |          |
| 1     | Kptlt. Ernst Mengersen | 13 juillet 1942  | Kristiansand | 16 août 1942    | St. Nazaire  | 35 jours  | 14 109   |
| 2     | Kptlt. Ernst Mengersen | 8 septembre 1942 | St. Nazaire  | 23 octobre 1942 | St. Nazaire  | 46 jours  | 4 826    |
| 3     | Kptlt. Ernst Mengersen | 2 janvier 1943   | St. Nazaire  | 9 mars 1943     | St. Nazaire  | 67 jours  | 19 614   |
| 4     | Oblt. Wolf Jeschonnek  | 24 avril 1943    | St. Nazaire  | 2 juin 1943     | St. Nazaire  | 40 jours  | 5 589    |
| 5     | Oblt. Wolf Jeschonnek  | 10 juillet 1943  | St. Nazaire  | 13 juillet 1943 | Coulé        | 4 jours   |          |
| Total | Total                  | Total            | Total        | Total           | Total        | 194 jours | 44 138 t |

Note : Kptlt. = Kapitänleutnant - Oblt. = Oberleutnant zur See

### Opérations Wolfpack
L'U-607 opéra avec les Rudeltaktik (meute de loups) durant sa carrière opérationnelle.
- Wolf (25-30 juillet 1942)
- Pirat (30 juillet - 3 août 1942)
- Steinbrinck (3-10 août 1942)
- Pfeil (12-22 septembre 1942)
- Blitz (22-26 septembre 1942)
- Tiger (26-30 septembre 1942)
- Wotan (5-16 octobre 1942)
- Falke (8-19 janvier 1943)
- Haudegen (19 janvier - 15 février 1943)
- Drossel (29 avril - 15 mai 1943)
- Oder (17-19 mai 1943)
- Mosel (19-23 mai 1943)

## Navires coulés
L'U-607 coula 4 navires marchands totalisant 28 937 tonneaux et endommagea 2 navires marchands totalisant 15 201 tonneaux au cours des 5 patrouilles (194 jours en mer) qu'il effectua.
| Date            | Nom             | Nationalité | Tonnage | Convoi | Fait      | Localisation         |
| --------------- | --------------- | ----------- | ------- | ------ | --------- | -------------------- |
| 26 juillet 1942 | Empire Rainbow  | Royaume-Uni | 6 942   | ON-113 | Endommagé | 47° 08′ N, 42° 57′ O |
| 4 août 1942     | Belgian Soldier | Belgique    | 7 167   | ON-115 | Coulé     | 45° 52′ N, 47° 13′ O |
| 14 octobre 1943 | Nellie          | Grèce       | 4 826   | SC-104 | Coulé     | 53° 41′ N, 41° 23′ O |
| 26 janvier 1943 | Kollbjørg       | Norvège     | 8 259   | HX-223 | Endommagé | 58° 20′ N, 39° 30′ O |
| 15 février 1943 | Atlantic Sun    | USA         | 11 355  | ON-165 | Coulé     | 51° 00′ N, 41° 00′ O |
| 15 mai 1943     | Irish Oak       | Irlande     | 5 589   | -      | Coulé     | 47° 51′ N, 25° 53′ O |